# POE (Projekt Ostry Emade)
POE (Projekt Ostry Emade) – hip-hopowy projekt, pochodzących z jednej wytwórni (Asfalt Records) muzyków. W ramach projektu w 2005 roku powstała płyta Szum rodzi hałas. Łódzki raper O.S.T.R. zajął się tekstami, a producent Emade bitami. Na płycie znajduje się 14 utworów, do dwóch powstały klipy („Wiele dróg” i „Nie potrafię gwizdać”).

## Dyskografia
Albumy
| Tytuł                 | Dane dot. albumu                                    | Pozycja na liście | Sprzedaż        | Certyfikat         |
| Tytuł                 | Dane dot. albumu                                    | POL               | Sprzedaż        | Certyfikat         |
| --------------------- | --------------------------------------------------- | ----------------- | --------------- | ------------------ |
| Szum rodzi hałas      | - Data: 23 maja 2005 - Wydawca: Asfalt Records      | 6                 |                 |                    |
| Złodzieje zapalniczek | - Data: 26 listopada 2010 - Wydawca: Asfalt Records | 5                 | - POL: 15 tys.+ | - POL: złota płyta |

Single
| Tytuł                         | Rok  |
| ----------------------------- | ---- |
| POE feat. Hades – My albo oni | 2013 |

Notowane utwory
| Tytuł             | Rok  | Pozycja na liście | Album                 |
| Tytuł             | Rok  | UWM               | Album                 |
| ----------------- | ---- | ----------------- | --------------------- |
| „Nie odejdę stąd” | 2011 | 27                | Złodzieje zapalniczek |

Kompilacje różnych wykonawców
| Album                    | Rok  | Utwór                  | Źródło |
| ------------------------ | ---- | ---------------------- | ------ |
| Asfalt Records 1999–2009 | 2009 | POE – „Gdy mam dyszke” | [ 8 ]  |

## Teledyski
| Tytuł                                 | Rok  | Reżyseria          | Album            | Źródło       |
| ------------------------------------- | ---- | ------------------ | ---------------- | ------------ |
| „Wiele dróg”                          | 2005 | Joanna Rechnio     | Szum rodzi hałas | [ 9 ] [ 10 ] |
| „Nie potrafię gwizdać” / „Kochaj żyć” | 2005 | Buttny i Michalski | Szum rodzi hałas | [ 11 ]       |